# Виљем Артур Вајт
Виљем Артур Вајт (Пулави, 1824 – Берлин, 1891) је био британски дипломата, по положају: агент и генерални конзул у Београду 1875–1879. и амбасадор у Цариграду 1886–1891.